# Colville (rzeka na Alasce)
Colville (ang. Colville River) – rzeka w Stanach Zjednoczonych, w północnej części Alaski, w okręgu North Slope. Długość rzeki wynosi 563 km.
Rzeka powstaje z połączenia rzek Thunder Creek i Storm Creek, na północnym podnóżu Gór De Longa, na wysokości około 600 m n.p.m. Rzeka płynie w kierunku wschodnim, a następnie północno-wschodnim, przez Arktyczną Nizinę Nadbrzeżną. Uchodzi do Morza Beauforta, tworząc rozległą deltę.